# Hans Ariëns Kappers

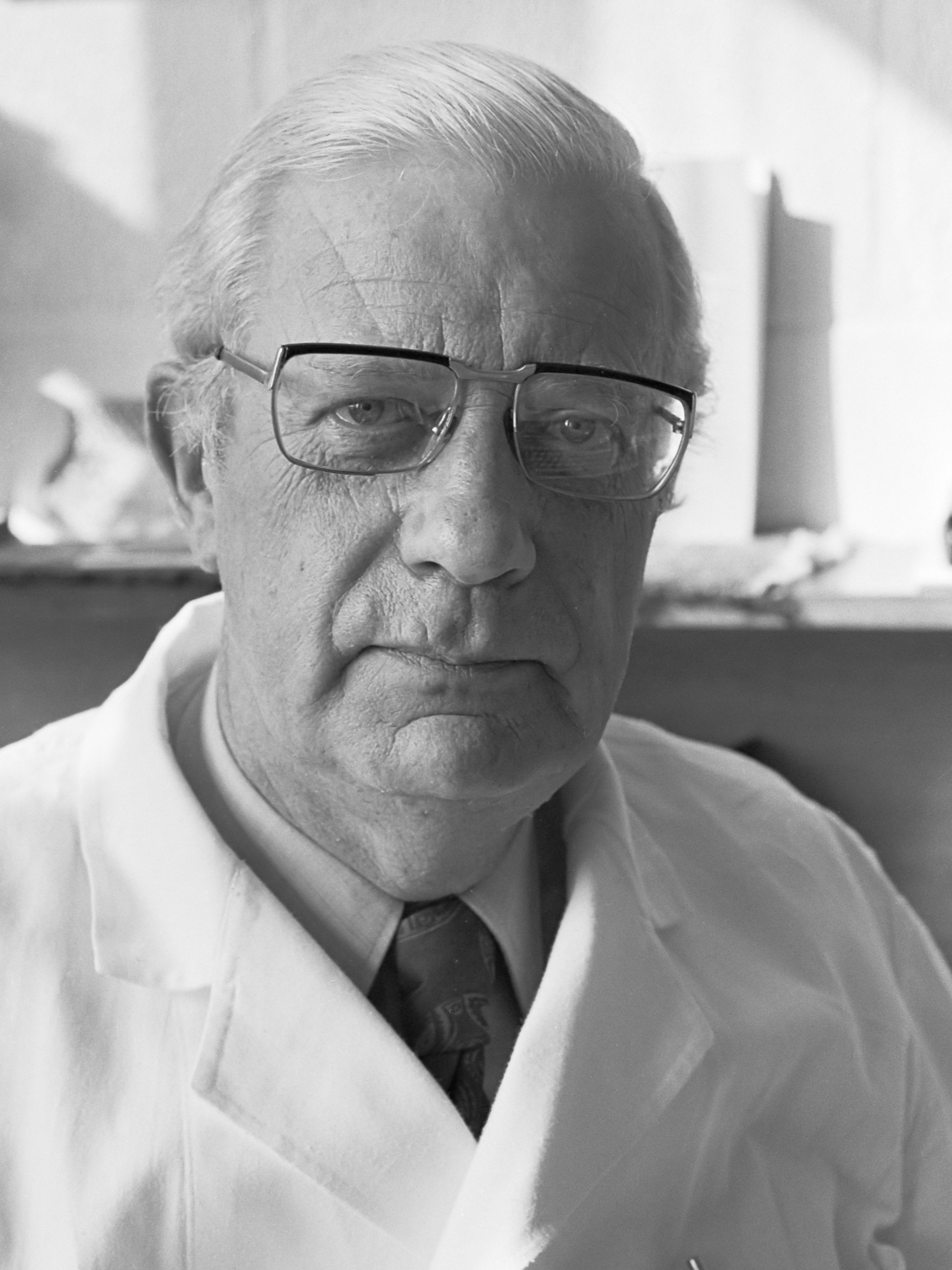
Hans Ariëns Kappers (1976)

Johannes (Hans) Ariëns Kappers (Amsterdam, 9 juli 1910 - 18 november 2004) was een Nederlandse directeur van het Nederlands Instituut voor Hersenonderzoek, hoogleraar neuroanatomie aan de Universiteit Groningen en Universiteit van Amsterdam, lid van de Koninklijke Nederlandse Akademie van Wetenschappen en ridder in de Orde van de Nederlandse Leeuw.

## Opleiding
Ariëns Kappers deed in 1929 eindexamen aan het Amsterdams Lyceum. Na zijn kandidaatsexamen geneeskunde aan de Universiteit van Amsterdam werd hij in 1932 student-assistent aan het Anatomisch-Embryologisch Laboratorium bij M.W. Woerdeman, die toen net professor dr. L. Bolk was opgevolgd. Hij werd na zijn semi-artsexamen bevorderd en publiceerde in die periode over de relatie tussen het hersen- en lichaamsgewicht tijdens de ontwikkeling. In 1937 werd Ariëns Kappers aangesteld als hoofdassistent aan het Anatomisch-Embryologisch laboratorium in Groningen. In 1938 promoveerde hij aan de Universiteit van Amsterdam bij professor Woerdeman op Biometrische bijdrage tot de kennis van de ontogenetische ontwikkeling van het menselijke bekken. 

## Loopbaan
Ariëns Kappers werkte van 1942-1945 weer als assistent in het Anatomisch Laboratorium in Amsterdam, in hetzelfde gebouw waar zijn oom C.U. Ariëns Kappers, sinds 1909,  de eerste directeur van het Centraal Instituut voor Hersenonderzoek, met zijn staf gehuisvest was. Ariëns Kappers beschreef in die periode onder meer een geval van microcefalie, publiceerde over kopplacoden bij reptielen en vervolgde zijn allometrische studies over hersen- en lichaamsgewicht bij een scala van species. Hij  keerde in mei 1945 terug naar Groningen, waar hij in 1946 benoemd werd tot hoogleraar in de anatomie en embryologie en in de jaren 1956-1957 als rector magnificus was aangesteld. In deze periode ontstond zijn vergelijkende neuroendocriene belangstelling, die uitmondde in diverse publicaties, zoals over de paraphysis cerebri bij lagere vertebraten en de mens, de neurohypofyse van de exolotl, de verbindingen tussen de hypothalamus en de hypofyse en de functies van de plexus chorioides. Het nieuwe inzicht betreffende de mogelijke schade aan de intra-uteriene hersenontwikkeling door een virus werd in drie talen gepubliceerd in de jaren 1955-1956 aan de hand van een geval van hersenafwijkingen bij een menselijk embryo van 6 weken met embryopathica rubeolosa. Zijn eerste artikel over de epifyse van de rat verscheen in 1960.
In 1962 werd Ariëns Kappers benoemd tot directeur van het Centraal Instituut voor Hersenonderzoek en buitengewoon hoogleraar in de anatomie en de embryologie aan de Universiteit van Amsterdam. Zijn inaugurele rede ging over Het oog van Siva, de pijnappelklier of epifyse. In 1963 organiseerde hij het eerste internationale congres over dit onderwerp met als titel De structuur en functie van de epifysis cerebri. De congresbijdragen werden als een omvangrijk deel in de serie Progress in Brain Research gepubliceerd.  Ariëns Kappers deed naast zijn vergelijkende morfologische studies onderzoek naar de histochemische structuur en endocriene functies van de epifyse. Onder zijn leiding groeide het Herseninstituut uit tot een multidisciplinair onderzoekscentrum en tot de bakermat voor vele hoogleraren aan universiteiten wereldwijd. 
Ariëns Kappers was medeoprichter van TELEAC en kroonlid van de NOS, bestuurslid van het Koninklijk Instituut tot Onderwijs van Blinden, voorzitter van het departement Amsterdam, van de Maatschappij tot Nut van het Algemeen, en vicevoorzitter van het bestuur van de Henri Frankfort Stichting voor Mediterrane Pre- en Protohistorie. Daarnaast was hij lid van de Koninklijke Nederlandse Akademie van Wetenschappen en beeldhouwer.